# Società Anonima delle Strade Ferrate Livornesi
La Società Anonima delle Strade Ferrate Livornesi (SFL) era una società ferroviaria italiana, esistita dal 1860 al 1865.

## Storia
In seguito all'annessione del Granducato di Toscana al Regno di Sardegna (1860) fu deciso di unificare tre delle quattro società private che gestivano la rete ferroviaria della regione, la Strada Ferrata Leopolda, la Strada Ferrata Maria Antonia e le Strade Ferrate Lucchesi. Rimase esclusa la Strada Ferrata Centrale Toscana.
Il 1º giugno 1865 la società fu fusa con la Società Generale delle Strade Ferrate Romane e la Ferrovia Centrale Toscana, a formare le Strade Ferrate Romane (SFR).

## Rete

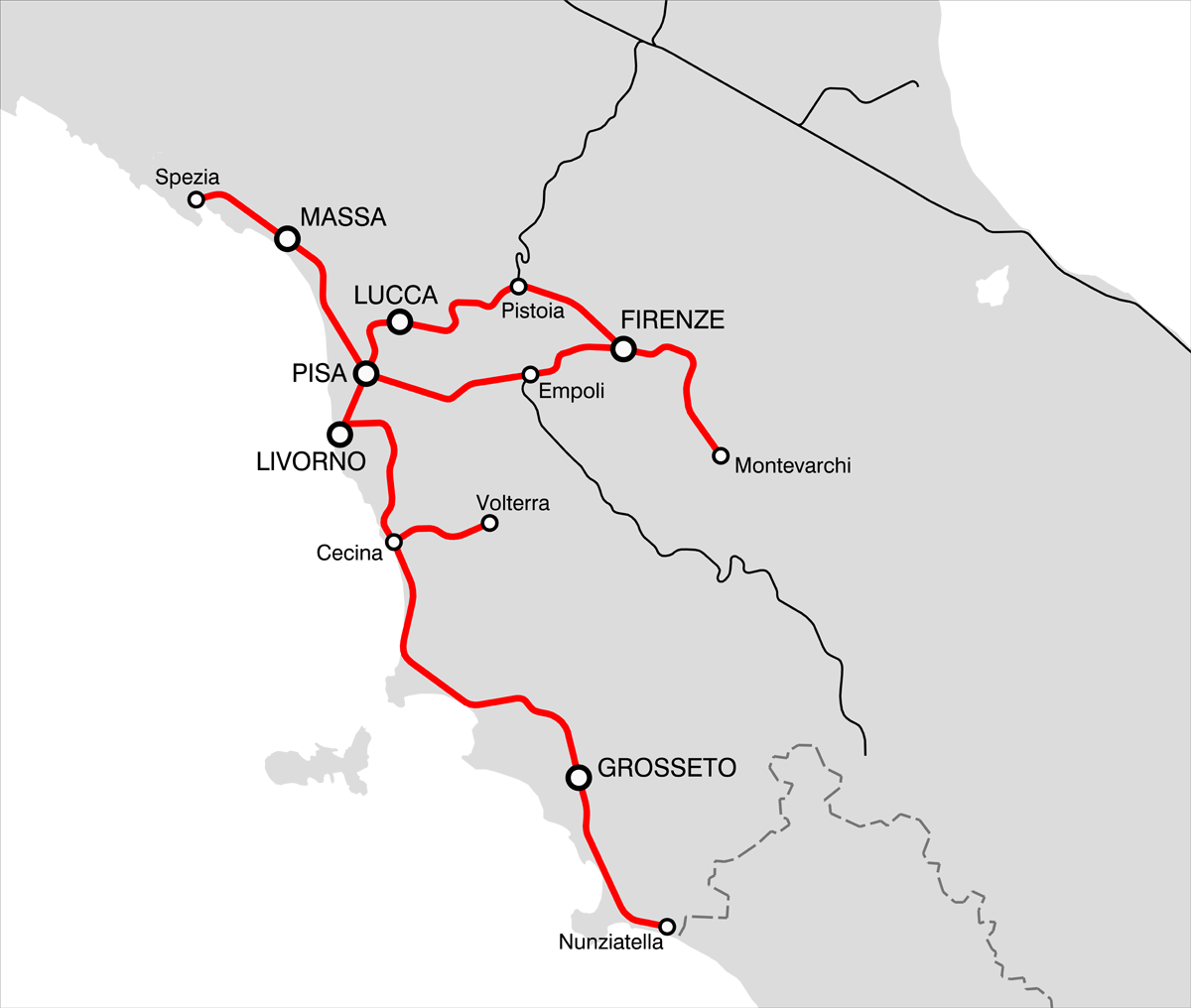
La rete allo scioglimento della società (1865)

All'atto della costituzione, la società ebbe dalla Strada Ferrata Leopolda la Firenze-Pisa-Livorno, dalla Strada Ferrata Maria Antonia la Firenze-Prato-Pistoia, e dalle Strade Ferrate Lucchesi la Lucca-Pisa e la Lucca-Pistoia.
Negli anni successivi, in seguito alla necessità di unire la rete ferroviaria toscana alle altre regioni italiane, la società fu incaricata di costruire ed esercire tre lunghe linee di collegamento:
- la ferrovia Aretina avrebbe collegato Firenze con Foligno, posta sulla linea Roma–Ancona, passando per Arezzo, Terontola e Perugia;
- la ferrovia Ligure avrebbe collegato Pisa con Genova, dove avrebbe incontrato la rete SFAI del Piemonte, per raggiungere poi il confine francese a Ventimiglia;
- la ferrovia Maremmana si sarebbe diretta da Livorno verso Grosseto, giungendo fino al confine pontificio in località Nunziatella di Capalbio; da tale linea si sarebbe anche diramata la linea per Volterra.

Tuttavia un programma così imponente si rivelò troppo gravoso per la società, che nel 1865 dovette essere assorbita nella più vasta Società delle Strade Ferrate Romane.